# Kerehindinakaval (Kanakatte), Kadur
Kerehindinakaval (Kanakatte) là một làng thuộc tehsil Kadur, huyện Chikmagalur, bang Karnataka, Ấn Độ.